# 시시도 루미
시시도 루미(일본어: 宍戸 留美 ししど るみ[*], 1973년 11월 6일 ~ )은 가수이자 성우, 탤런트이다. 프리랜서이다.
후쿠오카현 기타규슈시 출생이다. 주요 작품에는 오쟈마죠 도레미이며, 세가와 온푸(한국판 진보라)역으로 열연하였다.

## 출연작

### 애니메이션
1995년
- 사랑은 정말 (코우다 미카코)

1999년
- 꼬마 마법사 레미 (세가와 온푸)

2000년
- 꼬마 마법사 레미 (세가와 온푸)

2001년
- 꼬마 마법사 레미 포르테 (세가와 온푸)

2002년
- 꼬마 마법사 레미 비바체 (세가와 온푸)
- 데빌 칠드런 (레나)

2003년
- 금색의 갓슈벨 (레이라)

2005년
- 두근두근 비밀친구 (이요)
- 신비한 별의 쌍둥이 공주님 (펄)
- 숲속의 전설 무시킹 (팜)
- 파라다이스 키스 (고다 미카코)

2006년
- 가정교사 히트맨 리본 (마몬)
- 채운국 이야기 (다춘희)

2007년
- 해피해피 클로버 (히라리)

2009년
- 쥬얼 펫 (다이아나 / 루나)

2010년
- 쥬얼펫 트윙클 (루나 / 다이아나)

### 게임
2002년
- 제노사가 에피소드I[힘으로의 의지] (M.O.M.O.)

2004년
- 제노사가 프릭스 (M.O.M.O.)
- 제노사가 에피소드II[선악의 피안] (M.O.M.O.)

2005년
- NANA (이치노세 나나)
- NAMCO x CAPCOM (M.O.M.O.)

2006년
- 제노사가I·II (M.O.M.O.)
- 제노사가 에피소드III[차라투스트라는 이렇게 말했다.] (M.O.M.O.)

2007년
- 모두의 GOLF5 (소피)
- 아가레스트 전기 (퓨리아)
- 테일즈 오브 이노센스 (치토세 챠르마, 사쿠야)